# Унакаженост
Унакаженост су трајне видљиве естетске промене на појединим деловима тела, настале као последица повреде, болести, генетичких поремећаја, народних обичаја итд., које код околине изазивају непријатне утиске (осећај одвратности, згражавања, одбојности и сл). Суштина унакажености је, што у знатној мери отежава будући живот унакажене особе и може довести код ње до озбиљних психичких, социјалних и других поремећаја.

## Узроци
- Најчечешће унакаженост стварају ожиљци и набори коже као последица;

- опекотина,
- дејства јаких отрова,
- тешке телесне повреде праћене обимним и дубоким разарањем ткива.

- Деформације неког дела тела, такође могу да изазову сличан ефекат ако доводе до промена у симетрији и облику;

- након прележаних болести; (велике богиње, гангрена удова, тумори коже и поткожног ткива, реуматске болести итд),
- поремећаји у функцијама хормона раса и другим хормонима,
- оштећења фетуса у мајчиној утроби,
- компликације током порођаја,
- генетички поремећаји.

- Намерно изазвана унакаженост. У неким земљама света унакаженост се примењује и као ритуални обред или облик „улепшавања“ код неких народа.[2]

## Галерија
- Генетичким поремећајем изазвана унакаженост (Pitt-rogers-danks syndrome)
- „Скалпирањем“ поглавине од стране Америчких Индијанаца изазвана унакаженост
- Унакаженост као последица опекотине
- Велике богиње